# FTSE MIB
De FTSE MIB (spreek uit: futsi mib) is de aandelenindex van de Italiaanse beurs, de Borsa Italiana. Deze index heeft de voormalige S&P/MIB vervangen in juni 2009. FTSE MIB is de afkorting van Financial Times Stock Exchange Milano Indice di Borsa.

## Beschrijving
De index bestaat uit 40 fondsen, maar in tegenstelling tot veel andere indices zoals de AEX en de CAC 40 kan dit aantal in de toekomst variëren. De fondsen in de index vertegenwoordigen ongeveer 80% van de totale marktkapitalisatie van alle fondsen op de Italiaanse beurs. 
Eenmaal per kwartaal wordt de index herwogen, en twee keer per jaar vindt er overleg plaats over eventuele wijzigingen in de samenstelling. Het is een marktwaardegewogen index, waarbij er rekening wordt gehouden met de free float. Fondsen met een free float van 5% of minder zijn uitgesloten. Het gewicht van een fonds is gelimiteerd op 15% van de totale index.

## Samenstelling
Per 31 december 2024 waren de financiële waarden zwaar vertegenwoordigd in de index, de banken maakten zo'n 31,5% van de index uit en de verzekeringsmaatschappijen nog eens 7,5%. Verder zijn de nutsbedrijven groot en de automobielsector, allebei met een gewicht van 15%.
De top drie bedrijven in de index waren Intesa Sanpaolo met een gewicht van 12%, UniCredit 12% en Enel met 11%. De top 10 bedrijven vertegenwoordigden in totaal 70% van de index per 31 december 2024.
Op 30 juli 2022 was de samenstelling als volgt:
- A2A
- Ampfilon
- Atlantia
- Azimut
- Banca Generali
- Banca Mediolanum
- Banco BPM
- BPER Banca
- Davide Campari-Milano
- CNH Industrial
- Diasorin
- Enel
- Eni
- Exor
- Ferrari
- FinecoBank
- Generali
- Hera
- Interpump Group
- Intesa Sanpaolo

- Inwit
- Italgas
- Iveco Group
- Leonardo
- Mediobanca
- Moncler
- Nexi
- Pirelli & C.
- Poste Italiane
- Prysmian
- Recordati
- Saipem
- Snam
- Stellantis
- STMicroelectronics
- Telecom Italia
- Tenaris
- Terna
- UniCredit
- Unipol

## Rendement
| Jaar | Rendement |  | Jaar | Rendement |  | Jaar | Rendement |
| ---- | --------- |  | ---- | --------- |  | ---- | --------- |
| 2007 | –7,0%     |  | 2014 | 0,2%      |  | 2021 | 23,0%     |
| 2008 | –49,5%    |  | 2015 | 12,7%     |  | 2022 | −13,3%    |
| 2009 | 19,5%     |  | 2016 | –10,2%    |  | 2023 | 28,0%     |
| 2010 | –13,2%    |  | 2017 | 13,6%     |  | 2024 | 12,6%     |
| 2011 | –25,2%    |  | 2018 | –16,1%    |  |      |           |
| 2012 | 7,8%      |  | 2019 | 28,3%     |  |      |           |
| 2013 | 16,6%     |  | 2020 | −5,4%     |  |      |           |